# Röthaer Gruppe

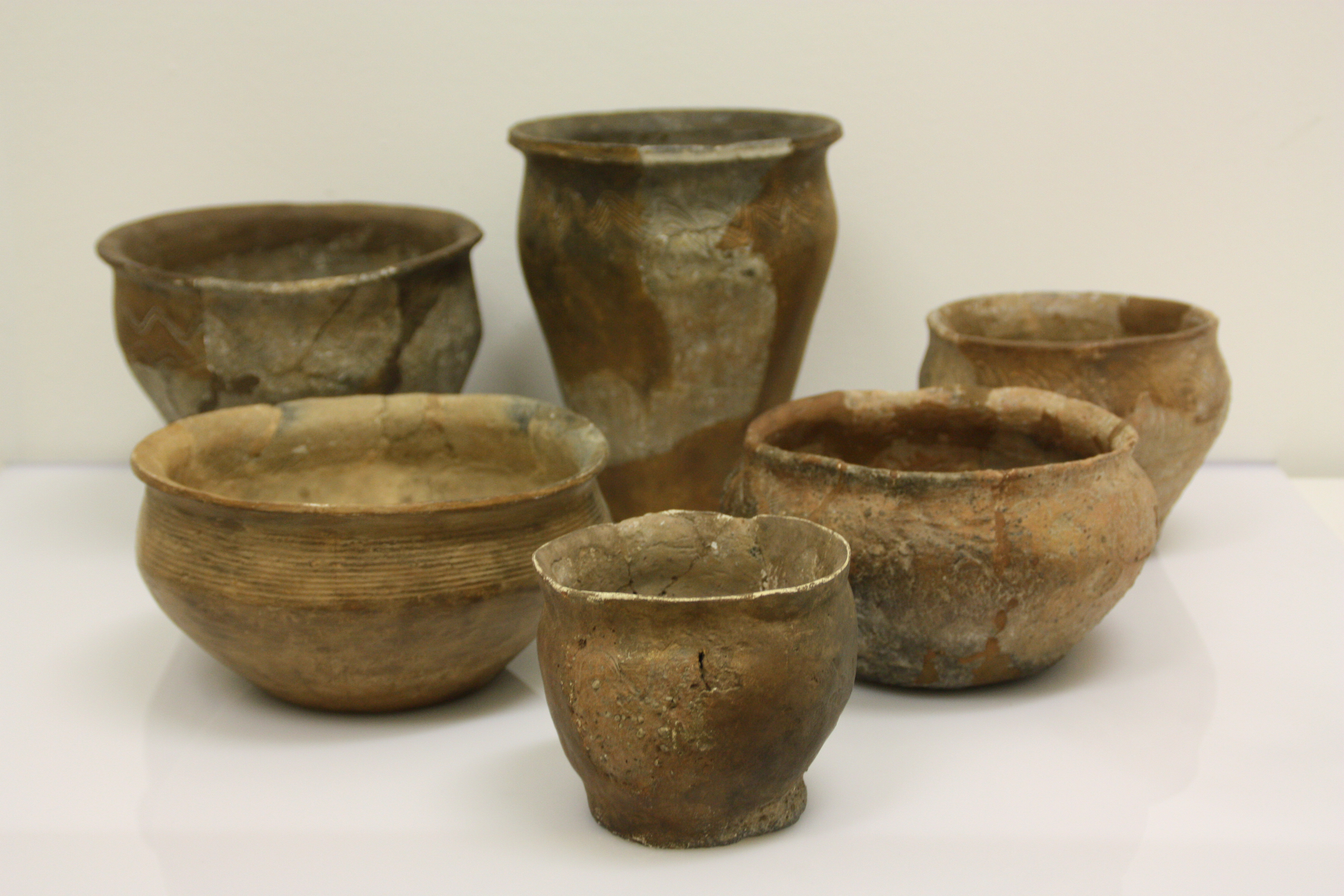
Keramik der Röthaer Gruppe (Jena-Lobeda)

Die Röthaer Gruppe war eine frühslawische Keramikgruppe vom 8. bis 10. Jahrhundert im heutigen Sachsen, Sachsen-Anhalt und Thüringen.
Sie war in einem Gebiet zwischen Weißer Elster und Saale verbreitet.
Sie ist benannt nach Funden in der Wallburg bei Rötha (Landkreis Leipzig). Die Bezeichnung wurde 1979 durch den Archäologen Heinz-Joachim Vogt eingeführt.
Weitere wichtige Fundorte waren
- Burg Altengroitzsch
- Burg Cösitz (869 wahrscheinlich erwähnt) bei Köthen
- Leipzig (Matthäikirchhof)
- Burg Magdeborn bei Leipzig
- Wallburg Kretzschau-Groitzschen[1] bei Zeitz
- Burg Jena-Lobeda

Träger der Kultur waren westslawische Stämme der Sorben (damals Bezeichnung für die Stämme zwischen Saale und Mulde).

## Geschichtlicher Hintergrund
Mitte des 8. Jahrhunderts entwickelte sich die Röthaer Gruppe aus der Rüssener Gruppe.
In dieser Zeit geriet das Gebiet östlich der Saale zunehmend unter den Druck des Fränkischen Reiches. Nach 806 erkannten sorbische Fürsten die Oberhoheit des Reiches an und erklärten sich zu Tributzahlungen bereit. Für die folgenden Jahrzehnte ist ein Limes Sorabicus erwähnt.
Die Röthaer Gruppe endete um die Mitte des 10. Jahrhunderts, wahrscheinlich im Zusammenhang mit der Eroberung des Gebietes 928/29 durch den ostfränkisch-deutschen König Heinrich I..

## Keramik

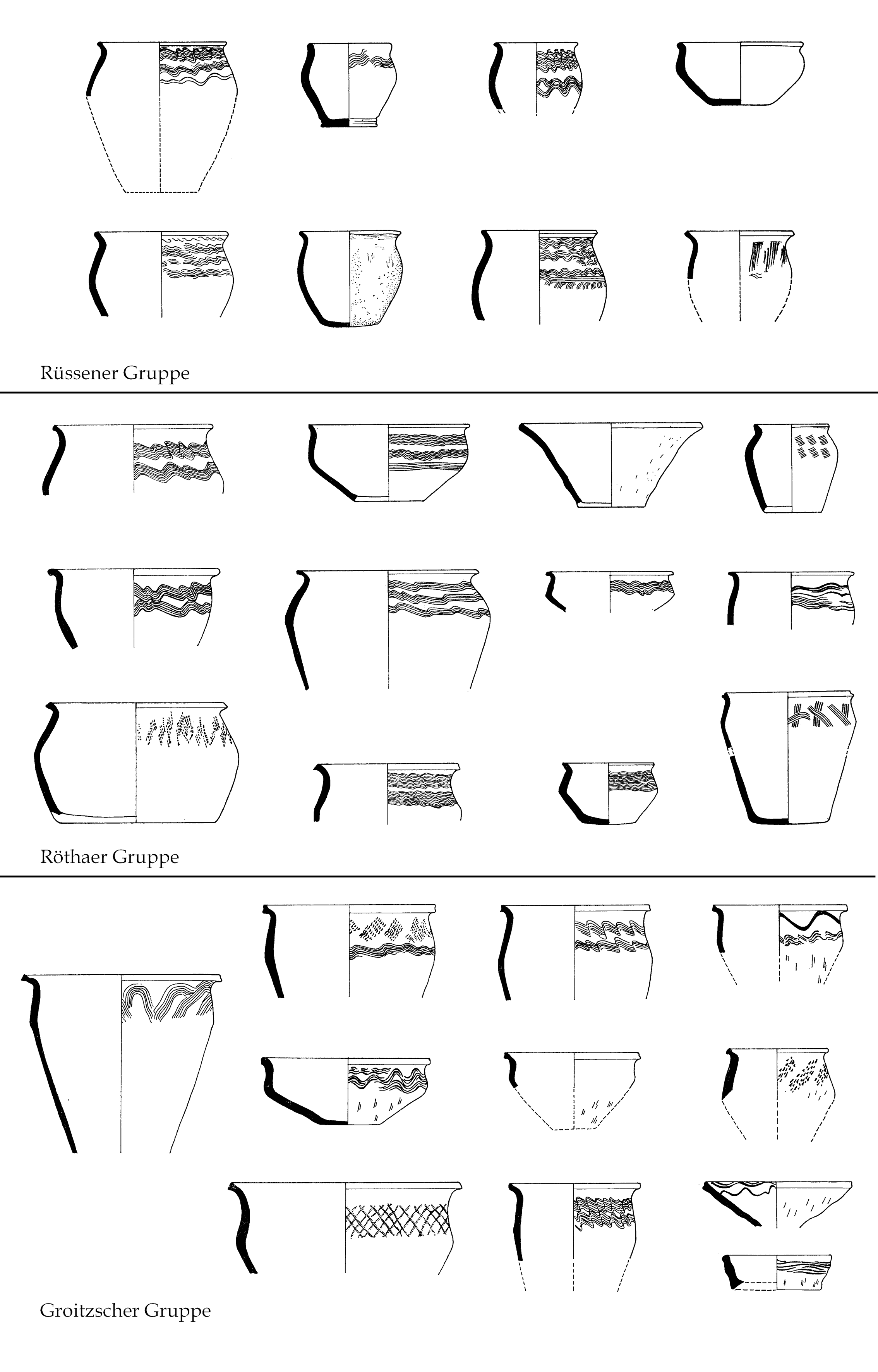
Röthaer Keramik (3.–5. Reihe)

Die Keramik unterschied sich nur wenig von der vorhergehenden Rüssener Keramik.
Sie war verziert mit verschiedenen Formen von Wellenbändern, hatte eine glatte oder körnige Oberfläche und war meist grau. Die Ware war handgeformt und auf der Töpferscheibe oder dem Töpferbrett nachgedreht.

## Siedlungen

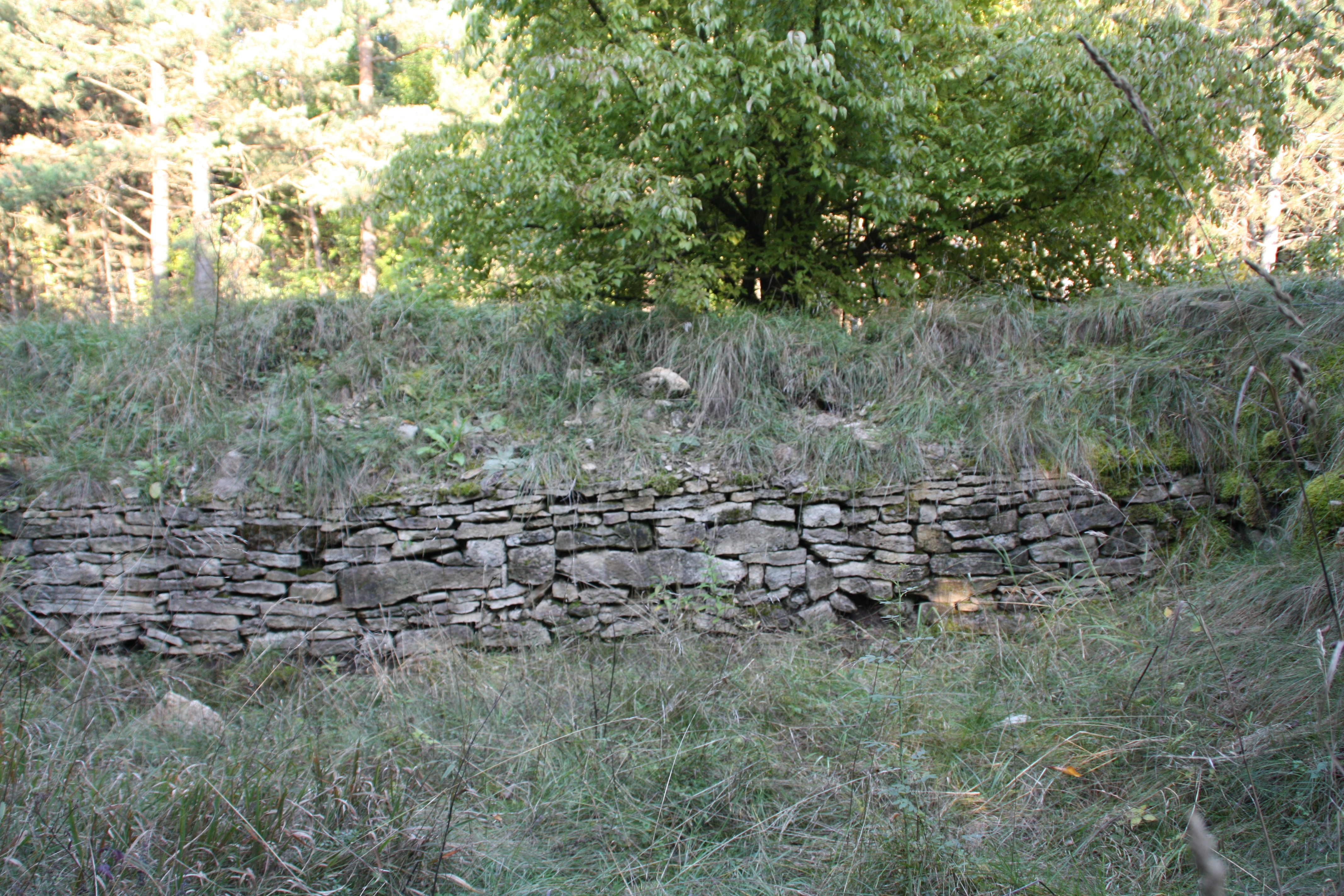
Teilweise rekonstruierte steinerne Blendmauer (Jena-Lobeda)

Die Siedlungen lagen an Flüssen, Seen und in Sumpfgebieten und waren meist unbefestigt. Es entstanden in dieser Zeit auch befestigte Wallburgen als Höhenburgen an Flüssen auf Erhebungen wie Geländespornen (Jena-Lobeda) oder auch als Niederungsburgen (Cösitz). Sie waren begrenzt durch mächtige Holz-Erde-Wälle, teilweise mit steinernen Blendmauern (Jena-Lobeda).

## Wirtschaft
Lebensgrundlagen waren Ackerbau und Viehzucht, aber auch Jagd, Fischfang und Handwerk.
Metalle wie Eisen wurden verarbeitet, waren aber insgesamt selten.
Bestattungen von Leichenbrand in Urnen fanden in Gräberfeldern statt.